# Краузе, Хельмут
Ханс Хельмут Краузе (нем. Hans Helmut Krause; 18 июля 1907, Бреслау, Пруссия — 26 февраля 1944, Девошичи, Могилёвская область) — немецкий легкоатлет, выступавший в беге на средние дистанции. Участник летних Олимпийских игр 1928 года.

## Биография
Хельмут Краузе родился 18 июля 1907 года в немецком городе Бреслау (сейчас польский город Вроцлав).
Выступал в легкоатлетических соревнованиях за берлинскую «Тевтонию-1899». Трижды выигрывал чемпионат Германии: в 1928 году в эстафете 4х1500 метров, в 1930—1931 годах — в беге на 1500 метров.
В 1928 году завоевал золото Всемирных университетских игр в Париже в беге на 1500 метров  с результатом 4 минуты 1,6 секунды. В 1930 году участвовал во Всемирных университетских играх в Дармштадте.
В 1928 году вошёл в состав сборной Германии на летних Олимпийских играх в Амстердаме. В беге на 1500 метров занял в полуфинале 2-е место, в финале — 7-е место с результатом 3.59,0, уступив 5,8 секунды завоевавшему золото с олимпийским рекордом Харри Ларве из Финляндии.
До начала Второй мировой войны служил сельским священником в силезской общине.
Участвовал во Второй мировой войне в составе вермахта. В последнее время в звании лейтенанта командовал батальоном.
Погиб 26 февраля 1944 года в деревне Девошичи Белыничского района Могилёвской области (сейчас в Белоруссии) в бою с советскими партизанами.

## Личный рекорд
- Бег на 1500 метров — 3.56,4 (1928)[1]